# Anatole (musique)
Pour les articles homonymes, voir Anatole.

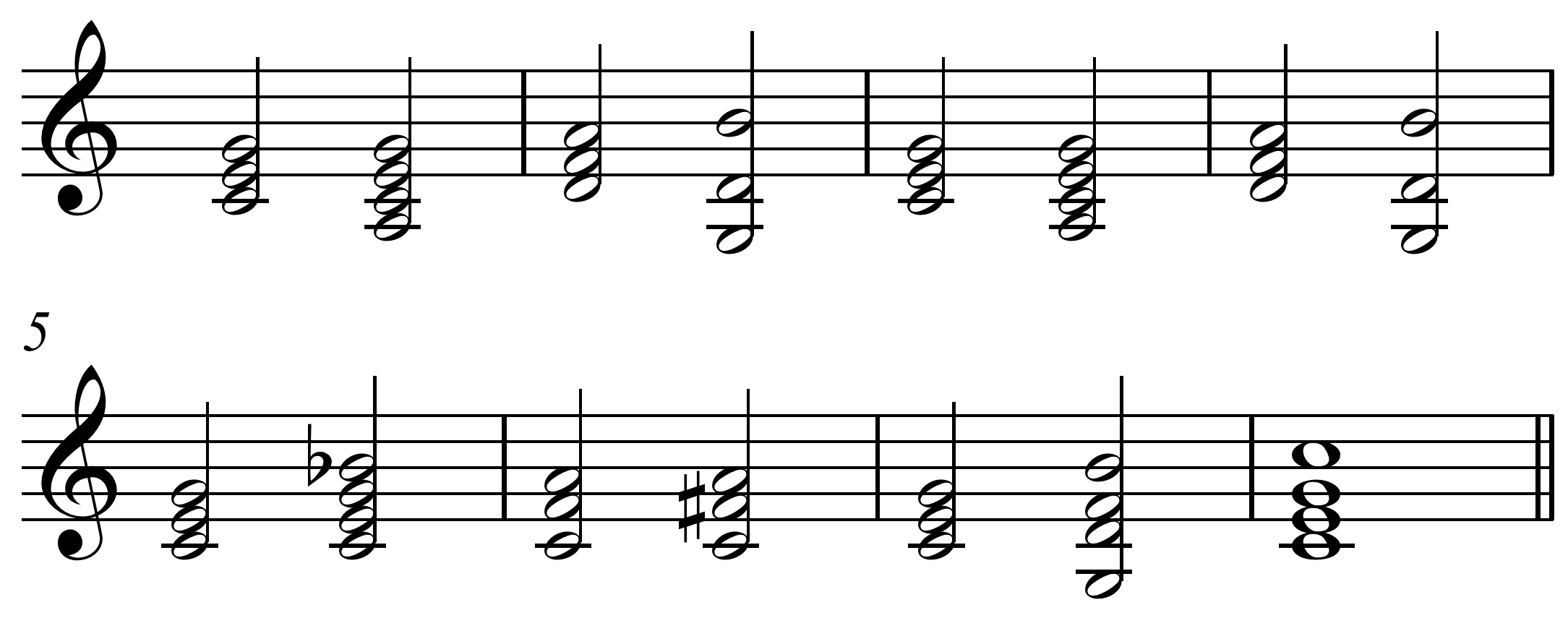
Exemple d'un anatole.

Un anatole est une succession d'accords musicaux. Ce terme est principalement utilisé dans le jazz. Il désigne soit une forme musicale de 32 mesures, soit (plus fréquemment) une progression d'accords sur 2 mesures, appelée cellule-anatole.

## Origine de l'expression
L'origine de cette expression est obscure. Hugues Panassié explique qu'elle « proviendrait vraisemblablement de l'habitude prise en anatomie d'appeler le squelette un « anatole » (la suite harmonique en question n'étant que le squelette d'un morceau) ». Pour le saxophoniste Jean-Claude Fohrenbach, l'expression vient d'un guitariste (ou banjoïste) sans éducation musicale qui donnait des prénoms aux structures harmoniques fréquemment utilisées.

## Forme Anatole

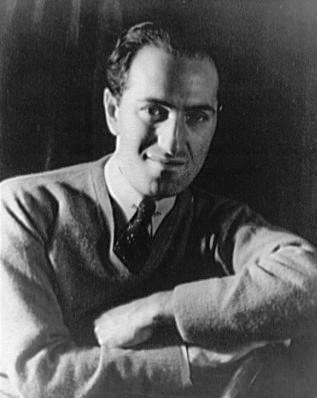
George Gershwin, 28 mars 1937.

La forme Anatole (rhythm changes), ou simplement l'anatole, est une forme musicale de 32 mesures de type AABA. Cette grille est basée sur la composition de George Gershwin I Got Rhythm,. Il est cependant à noter que I Got Rhythm comporte une petite queue de 2 mesures généralement absente de l'anatole.

### Exemples d'utilisation
De nombreux standards sont basés sur cette succession d'accords, avec parfois quelques variations. Citons par exemple Anthropology de Charlie Parker, Oleo de Sonny Rollins ou encore Rhythm-a-Ning de Thelonious Monk.

### En anglais
Pour désigner un anatole, les musiciens anglophones utilisent l'expression « rhythm changes », ce qui est une abréviation de « chord changes of I Got Rhythm », c'est-à-dire « suite d'accords de I Got Rhythm ».